# Интимацький сільський округ (Байзацький район)
Интима́цький сільський округ (каз. Ынтымақ ауылдық округі, рос. Ынтымакский сельский округ) — адміністративна одиниця у складі Байзацького району Жамбильської області Казахстану. Адміністративний центр — село Мадімар.
Населення — 1997 осіб (2021; 2015 у 2009, 2087 у 1999, 2018 у 1989).
Станом на 1989 рік існувала Інтимацька сільська рада (село Інтимак), з 1993 року — Интимацька сільська адміністрація, з 1996 року — Мадімарська сільська адміністрація. 1997 року адміністрація була ліквідована та приєднана до Жалгизтобинського сільського округ. 2001 року було утворено Интимацький сільський округ.